# يان شرودر
يان شرودر (بالهولندية: Jan Schröder)‏ هو دراج هولندي، ولد في 16 يونيو 1941 في إيخت- سوسترين في هولندا، وتوفي بنفس المكان في 4 يناير 2007.

## وصلات خارجية
- يان شرودر على موقع أرشيف الدراجات (الإنجليزية)
- يان شرودر على موقع إحصائيات الدراجات الإحترافية (الإنجليزية)
- يان شرودر على موقع CycleBase (الإنجليزية)